# Sidney M. Goldin
Sidney M. Goldin, nato Samuel Goldstein (Odessa, 25 marzo 1878 – New York, 19 settembre 1937), è stato un regista, sceneggiatore, produttore cinematografico e attore ucraino naturalizzato statunitense.
Nei primi anni del Novecento, fu una figura di spicco del teatro yiddish, lavorando di frequente con Molly Picon, Maurice Schwartz e Ludwig Satz, in Europa e in Palestina.

## Biografia
Sidney M. Goldin nacque a Odessa, nell'attuale Ucraina ma all'epoca Impero russo. Emigrato negli Stati Uniti, cominciò a lavorare nel cinema nel 1912 come regista, scrivendo ben presto anche alcune sceneggiature e producendo alcuni film. Negli anni venti, si cimentò anche con la recitazione, interpretando cinque film. Nella sua carriera, diresse 45 pellicole, ne sceneggiò otto e produsse nove film.

## Filmografia

### Regista
- A Western Child's Heroism (1912)
- The Adventures of Lieutenant Petrosino (1912)
- The Sorrows of Israel
- The Heart of a Jewess
- Levi and McGinniss Running for Office
- The Last of the Mafia
- What Might Have Been (1915)
- The Hunchback's Romance (1915)
- When the Call Came (1915)
- Billy's College Job (1915)
- The Period of the Jew
- The Jewish Crown
- Hear Ye, Israel
- Oh! What a Whopper!
- It Can't Be Done (1918)
- The Mysterious Mr. Browning (1918)
- The Gates of Doom (1919)
- The Woman Hater (1920)
- The Bird Fancier
- Tam na horách (1920)
- Ihre Vergangenheit
- Hütet eure Töchter (1922)
- Führe uns nicht in Versuchung
- Ost und West, co-regia Ivan Abramson (1923)
- Jiskor
- East Side Sadie
- The Eternal Prayer
- Style and Class
- My Jewish Mother
- Eternal Fools
- The Jewish Gypsy
- Shoemaker's Romance
- Sailor's Sweetheart
- Oy Doktor!
- Kol Nidre (1930)
- His Wife's Lover
- Shulamith
- Shulamis
- Feast of Passover
- A Cantor on Trial
- Uncle Moses
- Yiskor
- Live and Laugh
- The Voice of Israel
- The Cantor's Son

### Sceneggiatore (parziale)
- Traffickers on Soles
- The Last of the Mafia